# Campeonato Nacional de Rodeo de 1989
El Campeonato Nacional de Rodeo de 1989 fue la versión número 41 del popularmente llamado Champion de Chile disputados entre los días 30 de marzo y 2 de abril en la Medialuna Monumental de Rancagua. En esta oportunidad la collera campeona fue la compuesta por Jesús Bustamante y Vicente Yáñez, quienes montaron a "Estribillo II" y a "Consejero", representando a la Asociación Rancagua y totalizando 34 puntos buenos. Los subcampeones fueron Hugo Cardemil y Guillermo Barra en "Reservado" y "Lechón", mientras que los terceros campeones fueron Carlos Hott y Eugenio Navarrete en "Grosero" y "Galopito".

## Desarrollo
Durante la temporada 1988-1989 se disputaron un total de 254 rodeos en Chile, incrementándose los de primera categoría en un 41 por ciento en relación a la temporada 1987-1988. Esta cifra fue catalogada como satisfactoria por la Federación del Rodeo Chileno, a pesar de los problemas climáticos que afectaron al país, sobre todo en la zona norte.
Los clasificatorios para poder acceder al campeonato nacional se disputaron en las medialunas de Osorno (clasificatorio sur), San Carlos (clasificatorio centro) y Vallenar (clasificatorio norte).
Después de dos años seguidos siendo campeones la collera de Juan Carlos Loaiza y Carlos Mondaca, muchas colleras querían obtener un nuevo título nacional. Es así como la pelea en los clasificatorios para llegar a Rancagua fue muy estrecha y en la final se presentaron las mejores colleras de la temporada 1988-1989.
En esta oportunidad los campeones fueron Jesús Bustamante y Vicente Yáñez, quienes montaron a "Estribillo II" y a "Consejero", representando a la Asociación Rancagua y totalizando 34 puntos buenos. Los subcampeones fueron Hugo Cardemil y Guillermo Barra en "Reservado" y "Lechón", mientras que los terceros campeones fueron Carlos Hott y Eugenio Navarrete en "Grosero" y "Galopito". 
Como datos de este campeonato se puede citar el segundo título nacional en forma personal de Jesús Bustamante y el primero de su compañero Vicente Yáñez. Por su parte la collera de potros compuesta por "Reservado" y "Lechón" obtuvieron el primer lugar en el cuadro de honor por colleras en la categoría potros y el "Reservado" aparece liderando el cuadro de honor de la categoría potros y ya se encumbraba como uno de los mejores caballos en la historia del rodeo. Además fue el segundo título para la Asociación Rancagua en su historia. 
El movimiento de la rienda fue ganado por Luis Eduardo Cortés en el "Carretero" con 50 puntos. Este binomio alcanzó su cuarto título nacional de rienda. El "sello de raza" fue para "Cachazo" de propiedad de Ramón Cardemil Moraga.
La final del campeonato fue televisada en vivo, desde el segundo animal, por Televisión Nacional de Chile.

## Resultados

### Serie de campeones
| Cuarto Animal 1989 | Cuarto Animal 1989                     | Cuarto Animal 1989            | Cuarto Animal 1989 | Cuarto Animal 1989 |
| ------------------ | -------------------------------------- | ----------------------------- | ------------------ | ------------------ |
| Lugar              | Jinetes                                | Caballos                      | Asociación         | Puntaje            |
| 1º                 | Jesús Bustamante y Vicente Yáñez       | "Estribillo II" y "Consejero" | O'Higgins          | 34                 |
| 2º                 | Hugo Cardemil y Guillermo Barra        | "Reservado" y "Lechón"        | Curicó             | 28                 |
| 3º                 | Carlos Hott y Eugenio Navarrete        | "Grosero" y "Galopito"        | Valdivia           | 26                 |
| 4º                 | Gonzalo Urrutia y José Astaburuaga     | "Rapita" y "Fulana"           | Santiago           | 24                 |
| 5º                 | José Manuel Aguirre y Ricardo González | "Pullaso" y "Chaco"           | O'Higgins          | 19                 |
| 6º                 | Fernando Barra y Pedro Galaz           | "Despunte" y "Esquinero"      | Curicó             | 19                 |

## Clasificatorios
- Osorno: Hugo Cardemil y Guillermo Barra en "Lechón" y "Reservado" (Curicó), 30 puntos.[9]
- San Carlos: Gonzalo Urrutia y José Astaburuaga en "Rapita" y "Fulana" (Santiago), 26 puntos.[10]
- Vallenar: Galo Bustos y Juan Mundaca en "Salamera" y "Tan Bueno" (Ñuble), 21 puntos.[11]

## Cuadro de honor temporada 1988-1989

### Jinetes
- 1.º Guillermo Barra[12]
- 2.º Vicente Yáñez
- 3.º Jesús Bustamante
- 4.º Juan Carlos Loaiza
- 5.º Hugo Cardemil
- 6.º Jos̪e Astaburuaga
- 7.º Gonzalo Urrutia
- 8.º Manuel Fuentes
- 9.º Ricardo de la Fuente
- 10.º Luis Morales y Carlos Hott

### Caballos
- 1.º Consejero
- 2.º Pensamiento
- 3.º Ajiaco
- 4.º Chaco
- 5.º Culateo
- 6.º Pullaso
- 7.º Arruinado
- 8.º Acampao
- 9.º Lolero
- 10.º Revoltoso

### Yeguas
- 1.º Rapita
- 2.º Ricachona
- 3.º Barquilla
- 4.º Lagrimilla
- 5.º Beldad
- 6.º Arriera
- 7.º Dormilona
- 8.º Enojona
- 9.º Fulana
- 10.º Buenamoza

### Potros
- 1.º Reservado
- 2.º Lechón
- 3.º Estribillo II
- 4.º Galopito
- 5.º Papayero
- 6.º Grosero
- 7.º Cachazo
- 8.º Cutrán
- 9.º Ponderoso
- 10.º Rico Raco